# Irene Schouten
Irene Schouten (* 21. Juni 1992 in Zwaagdijk-Oost) ist eine ehemalige niederländische Eisschnellläuferin und Inline-Speedskaterin. Sie wurde 2022 Eisschnelllaufolympiasiegerin über 3000 und 5000 Meter sowie im Massenstart. Zudem gewann sie zwischen 2015 und ihrem Karriereende 2024 neun Weltmeistertitel auf dem Eis.

## Sportliche Laufbahn

### Erste Erfolge und Weltmeistertitel (bis 2019)
Schouten stammt aus West-Friesland und begann als Grundschülerin mit dem Eisschnelllauftraining in Alkmaar. Parallel dazu lief sie in den Sommermonaten auf Inlineskates. Im März 2010 errang sie im Alter von 17 Jahren auf dem Eis zwei niederländische Juniorenmeistertitel über 3000 und 5000 Meter. Zu Beginn der folgenden Saison 2010/11 debütierte sie in Heerenveen im Eisschnelllauf-Weltcup, wobei es zunächst bei vereinzelten Einsätzen in der höchsten Wettkampfserie blieb. Anfang der 2010er-Jahre schränkten sie über längere Zeit gesundheitliche Probleme mit ihrer Schilddrüse ein.
Ihre ersten internationalen Erfolge feierte Schouten im Inline-Speedskating: Bei den Weltmeisterschaften 2012 gewann sie mit Manon Kamminga und Elma de Vries die Goldmedaille in der 5000-Meter-Staffel auf der Straße. Ein Jahr später holte sie bei der EM 2013 in Almere drei Europameistertitel, darunter zwei mit Staffeln und einen im Punkte-Ausscheidungsrennen über 10 Kilometer. Bis 2016 gewann sie insgesamt neun Inline-EM-Medaillen.
Im Eisschnelllauf legte Schouten einen Schwerpunkt auf den 2011 neu eingeführten Massenstart, in dem sie mehrfache niederländische Meisterin wurde. 2013 entschied sie in Heerenveen in dieser Disziplin ihr erstes Weltcuprennen für sich und wurde 2015 am gleichen Ort die erste Massenstart-Weltmeisterin. Im Weltcup 2015/16 triumphierte sie in drei Massenstarts und in der Gesamtwertung der Disziplin. Zudem erreichte sie im Winter 2015/16 in zwei Weltcuprennen über 3000 Meter das Podest und gewann bei den Weltmeisterschaften 2016 über 5000 Meter Bronze. Bei den Olympischen Winterspielen 2018 in Pyeongchang trat Schouten nur im Massenstart an und belegte beim Sieg der Japanerin Nana Takagi den dritten Rang. 2019 wurde sie zum zweiten Mal Massenstartweltmeisterin.

### Weitere Leistungssteigerung, dreifacher Olympiasieg und Karriereende (2020 bis 2024)
Schouten steigerte ab der Saison 2020/21 ihre Leistungen über 3000 Meter und 5000 Meter deutlich. Unter anderem gewann sie im Januar 2021 in Bahnrekordzeit im Heerenveener Thialf ein Weltcuprennen über 3000 Meter und wurde wenige Wochen später (wiederum in Heerenveen) 5000-Meter-Weltmeisterin. Bei der Mehrkampf-EM 2021 holte sie hinter Antoinette de Jong die Silbermedaille. Im olympischen Winter 2021/22 wurde sie zunächst dreifache niederländische Meisterin über 3000 Meter, 5000 Meter sowie im Massenstart und entschied anschließend in jeder der drei Disziplinen mindestens ein Weltcuprennen für sich. Im weiteren Saisonverlauf wurde sie dreifache Europameisterin (über 3000 Meter, im Massenstart und in der Teamverfolgung). Bei den Olympischen Winterspielen 2022 in Peking gewann Schouten die Goldmedaillen über 3000 Meter und 5000 Meter, wobei sie jeweils die 20 Jahre alten olympischen Rekordzeiten von Claudia Pechstein unterbot. Außerdem gewann sie die Goldmedaille im Massenstart und mit dem niederländischen Team die Bronzemedaille in der Teamverfolgung. Am Jahresende wurde Schouten als niederländische Sportlerin des Jahres ausgezeichnet.
Im nacholympischen Winter 2022/23 entschied Schouten im November und Dezember insgesamt fünf Weltcuprennen für sich, verzichtete dann aber wegen mentaler Erschöpfung für mehrere Wochen auf weitere Wettkampfteilnahmen. Im Rahmen der niederländischen Meisterschaften im Februar 2023 (bei denen sie zwei Titel gewann) erklärte sie, ihre gewachsene Prominenz nach den Olympiasiegen und die Vielzahl an Terminen hätten sie überfordert und ermüdet. Bei den Weltmeisterschaften am Saisonende im März in Heerenveen gewann Schouten vor Ragne Wiklund in niederländischer Rekordzeit von 6:41,25 Minuten die Goldmedaille über 5000 Meter sowie außerdem Silber über 3000 Meter und Bronze im Massenstart.
2023/24 siegte Schouten in drei Weltcuprennen – insgesamt ihre Erfolge 24 bis 26 in der Wettkampfserie – und errang bei den Einzelstreckenweltmeisterschaften im Februar 2024 in Calgary drei Titel: im Massenstart, in der Teamverfolgung sowie erstmals über 3000 Meter. Im 5000-Meter-Rennen platzierte sie sich hinter ihrer Teamkollegin Joy Beune auf dem zweiten Rang. Unmittelbar nach den Weltmeisterschaften erklärte Schouten ihr Karriereende. Sie begründete den Rückzug vom aktiven Sport damit, dass sie sich durch den Spitzensport in ihrem Leben eingeschränkt gefühlt habe und eine weitere Olympiateilnahme für sie keine hinreichende Motivation mehr darstelle. Den Vorschlag ihrer Trainer, etwa auf einzelne Trainingslager zu verzichten, habe sie abgelehnt, weil sie „keine halben Sachen“ machen wolle.

### Training
Von 2015 bis zu ihrem Karriereende trainierte Schouten unter Jillert Anema in einem privat gesponserten Team (unter verschiedenen Namen, zuletzt: Team Zaanlander). Zu ihren langjährigen Trainingspartnerinnen zählten Carien Kleibeuker und Heather Richardson-Bergsma. Ab 2019 ergänzte Arjan Samplonius das Trainerteam bei Zaanlander. Unter Samplonius verbesserte Schouten ihre Technik, wodurch sie nicht mehr ausschließlich im Massenstart, sondern auch auf den klassischen Langstrecken Erfolge feierte.
In ihrer Laufbahn nahm Schouten erfolgreich an Wettbewerben im Marathon-Eisschnelllauf teil.

## Persönliches
Irene Schouten wuchs mit einer Schwester und zwei Brüdern in Andijk auf. Dort leitete ihr Vater Klaas als Tulpenbauer ein Familienunternehmen, das 2021 Irenes Brüder übernahmen. Schoutens Mutter Jolanda erlitt 2016 eine Hirnblutung und lebt seitdem den Großteil der Zeit in einer Pflegeeinrichtung. Im Juni 2021 zeigte der niederländische Fernsehsender NPO 2 den Dokumentarfilm Het leven gaat niet altijd over tulpen (auf Deutsch in etwa: Im Leben dreht sich nicht immer alles um Tulpen) über das Familienleben der Schoutens. Irenes älterer Bruder Simon Schouten war bis zu seinem Karriereende 2019 ebenfalls international erfolgreicher Eisschnellläufer und wurde unter anderem 2018 Europameister in der Mannschaftsverfolgung.
Im Juni 2022 heiratete Schouten ihren langjährigen Freund. Das Paar lebt in Hoogkarspel.

## Statistik

### Olympische Winterspiele
| Olympische Winterspiele | Olympische Winterspiele | 3000 m | 5000 m | Massenstart | Teamverfolgung |
| Jahr                    | Ort                     | 3000 m | 5000 m | Massenstart | Teamverfolgung |
| ----------------------- | ----------------------- | ------ | ------ | ----------- | -------------- |
| 2018                    | Pyeongchang             | –      | –      | 3.          | –              |
| 2022                    | Peking                  | 1.     | 1.     | 1.          | 3.             |

### Weltcupsiege
| Nr. | Datum         | Bahn                             | Ort                 | Disziplin   | Zeit        |
| --- | ------------- | -------------------------------- | ------------------- | ----------- | ----------- |
| 1.  | 10. März 2013 | Thialf                           | Heerenveen          | Massenstart | 9:14,26 min |
| 2.  | 7. Dez. 2014  | Sportforum Hohenschönhausen      | Berlin              | Massenstart | 8:32,82 min |
| 3.  | 1. Feb. 2015  | Vikingskipet                     | Hamar               | Massenstart | 8:47,47 min |
| 4.  | 22. Nov. 2015 | Utah Olympic Oval                | Salt Lake City      | Massenstart | 8:27,19 min |
| 5.  | 6. Dez. 2015  | Max Aicher Arena                 | Inzell              | Massenstart | 8:18,41 min |
| 6.  | 13. März 2016 | Thialf                           | Heerenveen          | Massenstart | 8:16,63 min |
| 7.  | 12. März 2017 | Sørmarka Arena                   | Stavanger           | Massenstart | 8:45,69 min |
| 8.  | 10. März 2019 | Utah Olympic Oval                | Salt Lake City      | Massenstart | 8:00,18 min |
| 9.  | 24. Nov. 2019 | Arena Lodowa Tomaszów Mazowiecki | Tomaszów Mazowiecki | Massenstart | 9:03,26 min |
| 10. | 23. Jan. 2021 | Thialf                           | Heerenveen          | Massenstart | 8:34,02 min |
| 11. | 24. Jan. 2021 | Thialf                           | Heerenveen          | 3000 Meter  | 3:57,15 min |
| 12. | 30. Jan. 2021 | Thialf                           | Heerenveen          | Massenstart | 8:21,75 min |
| 13. | 12. Nov. 2021 | Arena Lodowa Tomaszów Mazowiecki | Tomaszów Mazowiecki | 3000 Meter  | 4:04,00 min |
| 14. | 14. Nov. 2021 | Arena Lodowa Tomaszów Mazowiecki | Tomaszów Mazowiecki | Massenstart | 8:25,21 min |
| 15. | 19. Nov. 2021 | Sørmarka Arena                   | Stavanger           | 5000 Meter  | 6:52,83 min |
| 16. | 3. Dez. 2021  | Utah Olympic Oval                | Salt Lake City      | 3000 Meter  | 3:52,89 min |
| 17. | 13. März 2022 | Thialf                           | Heerenveen          | 3000 Meter  | 3:56,82 min |
| 18. | 13. März 2022 | Thialf                           | Heerenveen          | Massenstart | 8:53,67 min |
| 19. | 18. Nov. 2022 | Thialf                           | Heerenveen          | Massenstart | 8:30,34 min |
| 20. | 20. Nov. 2022 | Thialf                           | Heerenveen          | 3000 Meter  | 3:54,04 min |
| 21. | 11. Dez. 2022 | Olympic Oval                     | Calgary             | Massenstart | 8:33,70 min |
| 22. | 16. Dez. 2022 | Olympic Oval                     | Calgary             | 5000 Meter  | 6:48,06 min |
| 23. | 18. Dez. 2022 | Olympic Oval                     | Calgary             | Massenstart | 8:08,74 min |
| 24. | 1. Dez. 2023  | Sørmarka Arena                   | Stavanger           | Massenstart | 8:36,25 min |
| 25. | 10. Dez. 2023 | Arena Lodowa Tomaszów Mazowiecki | Tomaszów Mazowiecki | Massenstart | 8:42,90 min |
| 26. | 2. Feb. 2024  | Centre de Glaces                 | Québec              | 3000 Meter  | 4:01,11 min |

### Persönliche Bestzeiten
Stand: Karriereende (2024)
| Distanz | Zeit        | Datum            | Ort            |
| ------- | ----------- | ---------------- | -------------- |
| 500 m   | 39,24 s     | 6. März 2022     | Hamar          |
| 1000 m  | 1:18,41 min | 27. Oktober 2013 | Heerenveen     |
| 1500 m  | 1:52,12 min | 5. Dezember 2021 | Salt Lake City |
| 3000 m  | 3:52,89 min | 3. Dezember 2021 | Salt Lake City |
| 5000 m  | 6:41,25 min | 5. März 2023     | Heerenveen     |